# West Allotment Celtic F.C.
West Allotment Celtic F.C. là một câu lạc bộ bóng đá chơi ở sân nhà Whitley Park tại Longbenton, Tyne & Wear, Anh. Hiện tại họ được dẫn dắt bởi Jon Mcdonald, trợ lý Richie Mitchell, Andy Wright và Huấn luyện viên thủ môn Dale Walker.

## Lịch sử
Đội bóng gia nhập Northern Alliance năm 1983 vô địch 8 lần trước khi gia nhập Northern League năm 2004. Sau đó câu lạc bộ vô địch Northern League Second Division ngay lần đầu tiên thi đấu, thăng hạng Division One, thi đấu đến năm 2011 rồi bị xuống lại Division Two. West Allotment tham dự FA Vase từ giữa thập niên 1980 và vào đến Vòng 4 (32 đội mạnh nhất) 2 lần trong lịch sử, ở 2 mùa giải thành công 2003–04 và 2004–05. Họ tham dự FA Cup lần đầu tiên ở mùa giải 2005–06, và vẫn chưa vượt qua được Vòng sơ loại.

## Danh hiệu
- Northern Football League Division Two[1]
  - Vô địch 2004–05
- Northern Football Alliance
  - Vô địch 1986–87, 1990–91, 1991–92, 1997–98, 1998–99, 1999–2000, 2001–02, 2003–04
  - Á quân 1988–89, 1989–90, 1992–93, 1994–95, 2000–01

## Kỉ lục
- Thành tích tốt nhất tại FA Cup : Vòng Sơ loại – 2008–09, 2012–13
- Thành tích tốt nhất tại FA Vase : Vòng 4 – 2003–04, 2004–05